# Chrysopilus amurensis
Chrysopilus amurensis är en tvåvingeart som beskrevs av Soboleva 1986. Chrysopilus amurensis ingår i släktet Chrysopilus och familjen snäppflugor. Inga underarter finns listade i Catalogue of Life.